# Ohradzianská kotlina
Ohradzianská kotlina je geomorfologickou částí Ondavské vrchoviny.  Leží v její jižní části, přibližně 8 km severozápadně od města Humenné v stejnojmenném okrese. 

## Polohopis
Kotlina se nachází v jihovýchodní části Ondavské vrchoviny, v údolí říčky Ondavka a potoka Lieskovčík. Zjednodušeně má mírně podlouhlý tvar a rozprostírá se v okolí obcí Ohradzany, Slovenská Volová, Kárná, Gruzovce a Víťazovce. Obklopuje ji jen Ondavská vrchovina . 
Území Ohradzianské kotliny leží v povodí řeky Ondava, která odvádí přebytkovou vodu zejména prostřednictvím říčky Ondavka. Ta má v této části Ondavské vrchoviny několik přítoků, z významnějších to jsou zejména Lieskovčík, odvodňující západní polovinu kotliny, Mutelka a Záhumenka ve východní části a potok Hatka na severním okraji, směřující do řeky Oľka. 

## Doprava
Centrální částí kotliny vede síť lokálních komunikaci, které propojují zdejší sídla mezi sebou a vytvářejí spojení s okresním městem Humenné (napojení na silnici I / 74 ). Výjimkou je obec Karná v jihozápadní části, do které vede přístup jen z jihu přes obec Lieskovec, odbočením z silnice II / 558. 

## Chráněná území
Ohradzianská kotlina leží mimo velkoplošná chráněná území a neleží zde ani žádné zvláště chráněné lokality.

## Turismus
Tato část Ondavské vrchoviny leží mimo atraktivnější lokality a turistický ruch je zde zastoupen jen velmi okrajově. Nenáročné stezky na pahorky nevyžadují speciální přípravu ani výbavu a jsou vhodné pro kondiční turistiku i cyklistiku. V této části Ondavské vrchoviny se nacházejí jen níže vrchy, z nich nejvýznamnější jsou Lazná (292 m n. m.) a Velký Laz (345 m n. m.) na východě, Pahorek (341 m n. m.) na jihu, Hrb (391 m n. m.), Paseky (395 m n. m.) a Butov (354 m n. m.) na západě a Bujalov vrch 283 m n. m.) na severu. 